# GFTP
gFTP – darmowy, otwartoźródłowy program kliencki do obsługi protokołu FTP dla systemów Unix i uniksopodobnych. Pozwala na operowanie na poziomie linii komend, jak również zapewnia graficzny interfejs użytkownika wykorzystując bibliotekę GTK.
Rozpowszechniany na zasadach GNU General Public License jest wolnym oprogramowaniem.